# Брайтон-Біч

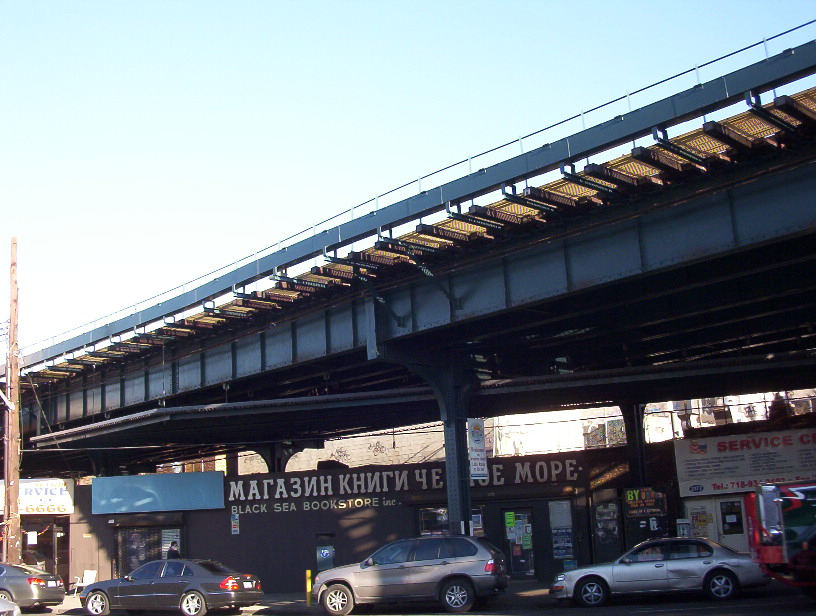
Російська книжкова крамниця під залізничною естакадою на Брайтон-Біч

40°34′39″ пн. ш. 73°57′42″ зх. д. / 40.5776° пн. ш. 73.9616° зх. д.
Бра́йтон-Біч (англ. Brighton Beach) — район, розташований на півдні Брукліну в Нью-Йорку.
Став відомим з середини 1970-х років як місце компактного проживання російськомовних євреїв з країн колишнього СРСР, переважно з України та Росії, через що місцину прозвали «Маленькою Одесою». Станом на 2007 рік населення району складало 75 692 з загальною кількістю домогосподарств 31 228.
Район знаменитий своїми ресторанами, кафе, концертними залами. Тут розміщено багато культурних і просвітницьких центрів громади — російськомовні радіостанції, телестудії, редакції газет, школи і заклади дошкільної освіти, центри дозвілля, найширша сервісна інфраструктура російською.
Район забудований переважно багатоповерховими цегляними прибутковими будинками 1920-х років, а також дерев'яними одноповерховими бунгало 1900-1920-х років побудови.